# Liste von Chören
Im Folgenden findet sich eine Liste von Chören, welche u. a. wegen ihres hohen Gesangsniveaus weltweit bekannt und renommiert sind und auch einen Artikeleintrag in der Wikipedia haben. Die Liste ist nach Chorgattung, Land, Stadt und dann alphabetisch geordnet.

## Gemischte Stimmen

### Gemischter Chor
Erwachsenenchöre mit Männer- und Frauenstimmen in der klassischen Besetzung SATB

#### Deutschland
- Cappella Aquensis, Aachen
- Carmina Mundi, Aachen
- Der Junge Chor Aachen, Aachen
- Aachener Kammerchor, Aachen
- Madrigalchor Aachen, Aachen
- Sinfonischer Chor Aachen, Aachen
- Sorbisches National-Ensemble, Bautzen
- Zamirchor, Bayreuth
- Berliner Oratorien-Chor, Berlin
- Berliner Singakademie, Berlin
- The Happy Disharmonists, Berlin
- MendelssohnKammerChor Berlin, Berlin
- Philharmonischer Chor Berlin, Berlin
- Reger-Chor Brügge und Wiesbaden
- RIAS Kammerchor, Berlin
- Rundfunkchor Berlin, Berlin
- Sing-Akademie zu Berlin, Berlin
- Bonner Kammerchor, Bonn
- Chur Cölnischer Chor Bonn, Bonn
- Philharmonischer Chor, Bonn
- Vox Bona, Bonn
- Bremer Domchor, Bremen
- Bremer RathsChor, Bremen
- Darmstädter Kantorei, Darmstadt
- Konzertchor Darmstadt, Darmstadt
- Vocalensemble Darmstadt, Darmstadt
- Dresdner Kammerchor, Dresden
- Sächsisches Vocalensemble, Dresden
- Cäcilien-Chor, Frankfurt am Main
- Frankfurter Kantorei, Frankfurt am Main
- Frankfurter Singakademie, Frankfurt am Main
- Junge Kantorei, Frankfurt am Main, Heidelberg, Marburg
- Gießener Konzertverein, Gießen
- Kammerchor Gießen-Wetzlar, Gießen und Wetzlar
- Bachchor Gütersloh, Gütersloh
- Hallenser Madrigalisten, Halle (Saale)
- Universitätschor Halle, Halle
- Bergedorfer Kammerchor, Hamburg
- Kodály-Chor Hamburg, Hamburg
- NDR Chor, Hamburg; seit Mai 2021 NDR Vokalensemble[1]
- Bachchor Hannover, Hannover
- Junges Vokalensemble Hannover, Hannover
- Norddeutscher Figuralchor, Hannover
- Jena Jubilee Singers, Jena
- Bach-Verein Köln, Köln
- Consono, Köln
- Europäischer Kammerchor Köln, Köln
- Gürzenich-Chor, Köln
- Kartäuserkantorei, Köln
- WDR Rundfunkchor, Köln
- Dionysius-Chor Krefeld
- Friedenskantorei, Leipzig
- Leipziger Universitätschor, Leipzig
- Studentenchor Vivat academia, Leipzig
- MDR-Rundfunkchor Leipzig, Leipzig
- Hugo-Distler-Ensemble Lüneburg, Lüneburg
- Bachchor Mainz, Mainz
- Mainzer Figuralchor, Mainz (2014 aufgelöst)
- Marburger Bachchor, Marburg
- Maulbronner Kammerchor, Maulbronn
- Herrenbesuch Barbershop Chor, München
- Madrigalchor der Hochschule für Musik und Theater München, München
- Münchener Bach-Chor, München
- MünchenKlang, München
- Münchner Madrigalchor, München
- Münchner Motettenchor, München
- orpheus chor münchen, München
- Universitätschor München, München
- via-nova-chor München, München
- VoicesInTime, München
- Canticum novum, Münster
- Vocalensemble Rastatt, Rastatt
- Rostocker Motettenchor, Rostock
- Fischer-Chöre, Raum Stuttgart
- Gächinger Kantorei, Stuttgart
- Kammerchor Stuttgart, Stuttgart
- Schwäbischer Singkreis, Stuttgart
- Singakademie Stuttgart, Stuttgart
- SWR Vokalensemble Stuttgart, Stuttgart
- Württembergischer Kammerchor, Stuttgart
- Kathedraljugendchor Trier
- Trierer Bachchor, Trier
- Oratorienchor Ulm, Ulm
- Kammerchor Wernigerode, Wernigerode
- Wupperfelder Kantorei, Wuppertal
- Jugendkantorei des Wurzner Domes, Wurzen

#### Österreich
- Leonfeldner Kantorei, Bad Leonfelden
- KammerChorus Klosterneuburg, Klosterneuburg
- Bachl-Chor, Linz
- Bachchor Salzburg, Salzburg
- Salzburger Liedertafel, Salzburg
- Arnold Schoenberg Chor, Wien
- Chorus sine nomine, Wien
- hor 29 novembar, Wien
- Wiener Jüdischer Chor, Wien
- Wiener Kammerchor, Wien
- Wiener Singakademie, Wien
- Wiener Singverein, Wien
- Mozart Knabenchor Wien, Wien

#### Schweiz
- Gemischter Chor Zürich
- Zürcher Bach Chor, Zürich
- The Zurich Chamber Singers

#### Andere Länder
- Collegium Vocale Gent, Gent, Belgien
- Brussels Brecht-Eislerkoor, Belgien
- Havnarkórið, Tórshavn, Färöer
- Accentus, Rouen, Frankreich
- Nijmeegs Studentenkoor Alphons Diepenbrock, Niederlande
- Det Norske Solistkor, Oslo, Norwegen
- Prager Kammerchor, Prag, Tschechische Republik
- Triester Partisanenchor Pinko Tomažič, Triest, Italien

### Gemischter Jugendchor
Hier sind Chöre einsortiert, die in der Besetzung SATB auftreten, also in den Unterstimmen mit Männerstimmen besetzt sind, in den Oberstimmen aber mit Knaben und Mädchen oder nur Mädchen
- Christophorus-Kantorei Altensteig, Altensteig
- Schaumburger Märchensänger, Bückeburg
- Schaumburger Jugendchor, Bückeburg
- Jugendchor Gloria, Chișinău, Moldawien
- Konzertchor des Goethegymnasiums/Rutheneum Gera, Gera
- Neuer Kammerchor Heidenheim, Heidenheim
- Kölner Jugendchor Sankt Stephan, Köln
- Junge Chöre München, München
- Osnabrücker Jugendchor, Osnabrück
- Rundfunk-Jugendchor Wernigerode, Wernigerode
- Jugendchor Koča Kolarov, Zrenjanin, Jugoslawien

### Gemischte Knaben- und Männerchöre
Hier sind die gemischten Knabenchöre (SATB) einsortiert, also bestehend nur aus Knaben vor dem Stimmwechsel und Männerstimmen als Unterstimmen.
- Aachener Domchor, Aachen
- Augsburger Domsingknaben, Augsburg
- Knabenkantorei Basel, Basel, Schweiz
- Staats- und Domchor Berlin, Berlin
- Knabenchor Unser Lieben Frauen Bremen, Bremen
- Aurelius Sängerknaben Calw, Calw
- Dresdner Kapellknaben, Dresden
- Dresdner Kreuzchor, Dresden
- Knabenchor Dresden, Dresden
- Freiburger Domsingknaben, Freiburg im Breisgau
- Göttinger Knabenchor, Göttingen
- Stadtsingechor zu Halle, Halle/S.
- Neuer Knabenchor Hamburg, Hamburg
- Hamburger Knabenchor, Hamburg
- Knabenchor Hannover, Hannover
- Cantores Minores, Helsinki, Finnland
- Wiltener Sängerknaben, Innsbruck, Österreich
- Knabenchor der Jenaer Philharmonie, Jena
- Kieler Knabenchor, Kiel
- Kölner Domchor, Köln
- Thomanerchor Leipzig, Leipzig
- Limburger Domsingknaben, Limburg
- Lübecker Knabenkantorei an St. Marien, Lübeck
- Magdeburger Knabenchor, Magdeburg
- Mainzer Domchor, Mainz
- Münchner Chorbuben, München
- Tölzer Knabenchor, München
- Capella Ludgeriana, Münster
- Paderborner Domchor, Paderborn
- Petits Chanteurs à la Croix de Bois, Paris, Frankreich
- Regensburger Domspatzen, Regensburg
- Knabenchor capella vocalis Reutlingen, Reutlingen
- Knabenchor collegium iuvenum Stuttgart, Stuttgart
- Stuttgarter Hymnus-Chorknaben, Stuttgart
- Trierer Sängerknaben, Trier
- Chorknaben Uetersen, Uetersen
- Les Pastoureaux, Waterloo, Belgien
- Mozart Knabenchor Wien, Wien, Österreich
- Wiesbadener Knabenchor, Wiesbaden
- Windsbacher Knabenchor, Windsbach
- Würzburger Domsingknaben, Würzburg
- Wuppertaler Kurrende, Wuppertal
- Zürcher Sängerknaben, Zürich, Schweiz

## Gleiche Stimmen

### Männerchor
Chöre erwachsener Männer, Besetzung TTBB
- Bergfinken Dresden
- Sächsischer Bergsteigerchor „Kurt Schlosser“, Dresden
- Erster Kölner Barbershop Chor, Köln
- Kölner Männer-Gesang-Verein, Köln
- Leipziger Männerchor, Leipzig
- Ensemble Vocapella Limburg
- Harmonie Lindenholzhausen, Limburg
- Sonat Vox, Ansbach
- Herrenbesuch, München
- Philhomoniker, München
- Don Kosaken Chor Serge Jaroff, New York, USA
- Renner Ensemble Regensburg
- Corale Alpina Savonese, Savona, Italien
- Montanara-Chor, Stuttgart
- Coro della SOSAT, Trient, Italien

### Frauenchor
Chöre erwachsener Frauen, Besetzung SSA
- 4x4 Frauenchor PH Heidelberg
- Münchner Frauenchor, München
- Barbershop Blend, Sonsbeck
- Elmer Iseler Singers, Toronto, Kanada
- Sweet Honey in the Rock, Washington D.C., USA
- Kombinat (Chor), Ljubljana

### Knabenchor
Reine Knabenchöre ohne zusätzliche Männerstimmen, Besetzung SSA
- Knabenchor Berlin
- Schöneberger Sängerknaben, Berlin
- Knabenchor der Chorakademie Dortmund
- Wiltener Sängerknaben, Innsbruck, Österreich
- Libera, London, Vereinigtes Königreich
- Sängerknaben vom Wienerwald, Maria Enzersdorf, Österreich (1921–2014)
- Escolania de Montserrat, Montserrat, Spanien
- St. Florianer Sängerknaben, St. Florian, Österreich
- Wiener Sängerknaben, Wien, Österreich

### Mädchenchor
Reine Mädchenchöre, Besetzung SSA. Da es bei Frauenstimmen keinen Stimmwechsel gibt, ist die Grenze zu den Frauenchören gelegentlich fließend.
- Die Westfälischen Nachtigallen, Ahlen (gegr. 1948)
- Mädchenchor Hannover, Hannover (gegr. 1952)
- Mädchenchor am Kölner Dom, Köln (gegr. 1989)
- Schola Cantorum Leipzig, Leipzig (gegr. 1963)
- Mädchenchor Wernigerode, Wernigerode (gegr. 1977)

### Kinderchor
Chöre mit Knaben und Mädchen gemischt, aber ohne Männer-/Erwachsenenstimmen
- Omnibus-Chor, Berlin
- Piccolo Coro dell’Antoniano, Bologna, Italien
- Gothaer Kinderchor, Gotha
- GewandhausKinderchor, Leipzig
- MDR-Kinderchor, Leipzig